# Alerce

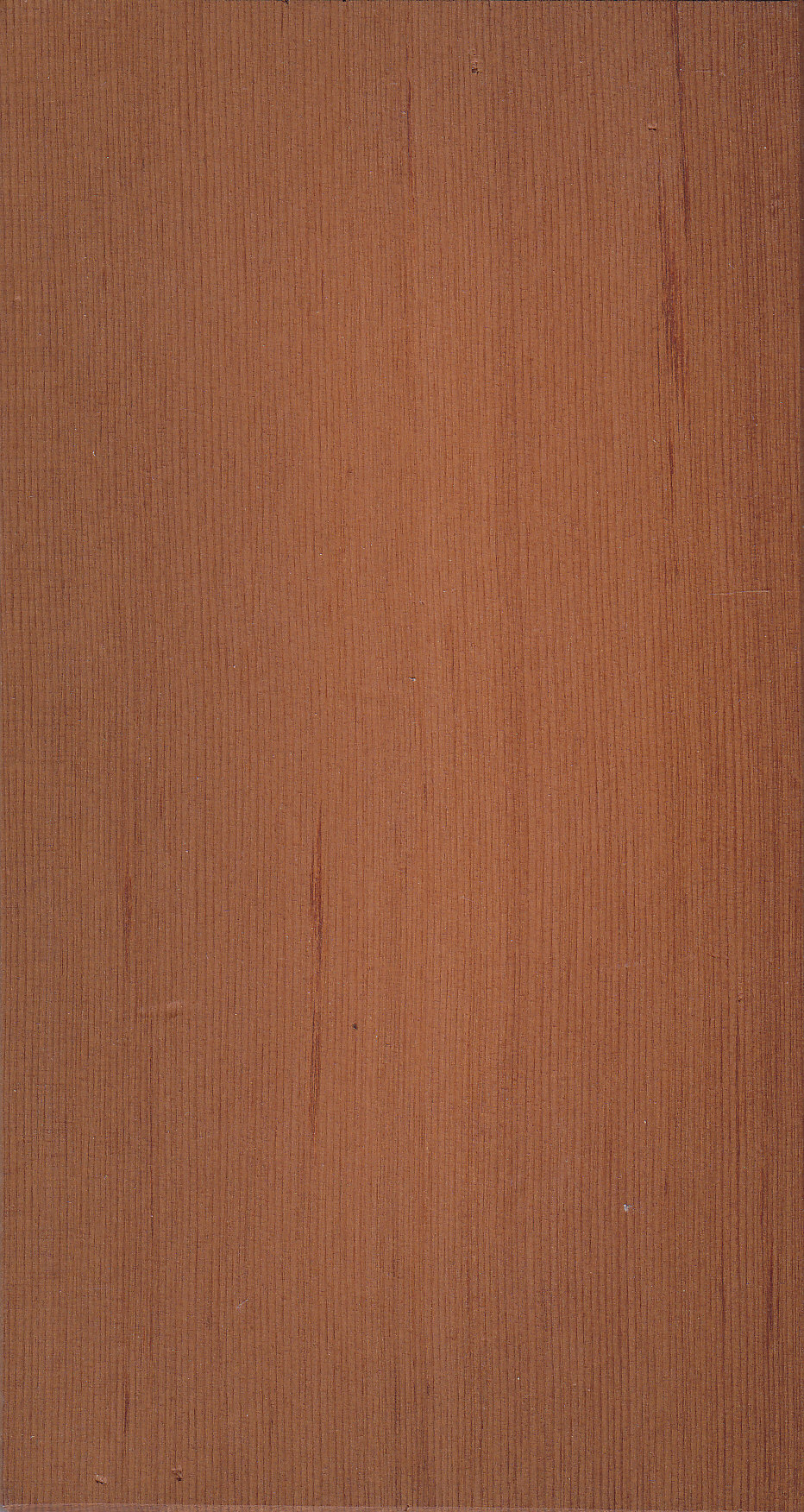
Hout met heel veel groeiringen.

Alerce is, of was, een roodbruine naaldhoutsoort uit zuidelijk Zuid-Amerika. Het wordt, of werd, geleverd door zeer oude, zeer langzaam groeiende, grote (en dikke) bomen. Als gevolg hiervan is het hout zeer fijnringig en foutvrij. Het is niet zwaar, maar behoorlijk duurzaam en makkelijk te bewerken. Het is voor vele doeleinden geschikt en was heel lang een belangrijk commercieel product (zelfs even betaalmiddel). 
Een ander gevolg van deze herkomst is dat het hout niet herwinbaar is (tweeduizend jaar wachten tot het teruggegroeid is). De betreffende bossen zijn op grote schaal gekapt (voor het hout) en platgebrand (voor landbouw). Het hout staat dan ook al lang op App. I van CITES, en mag sindsdien niet internationaal verhandeld worden (behoudens erkende bestaande voorraden).
Het hout wordt geleverd door Fitzroya cupressoides (familie Cupressaceae).